# Łańcuch

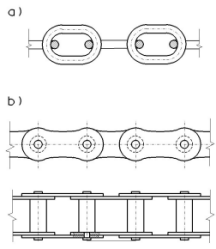

Łańcuch – szereg połączonych ze sobą, najczęściej metalowych, ogniw, używany zazwyczaj do ciągnięcia, przymocowania lub podparcia jakiegoś obiektu.

## Historia
Pierwsze wzmianki o łańcuchach pochodzą z Chin z drugiego tysiąclecia p.n.e., gdzie używano ich w kołowrotkach do podnoszenia ładunków. W III w. p.n.e. łańcuchy składające się z połączonych ze sobą pierścieni stosowano do wyciągania wody ze studni.

## Zastosowania
Łańcuchy, stanowiące cięgno o dużej wytrzymałości, stosuje się w zastosowaniach technicznych, w szczególności w budowie maszyn. Delikatne łańcuchy wykonywane z metali szlachetnych, w których ogniwa często przyjmują złożoną i wyrafinowaną formę, są nazywane łańcuszkami i stanowią popularny wyrób jubilerski. Łańcuch kotwiczny to łańcuch stosowany w jednostkach pływających, przymocowuje się za jego pomocą kotwicę.
Łańcuchy stosowano także do krępowania zwierząt, ludzi (jako część kajdan), jako część uzbrojenia w cepach bojowych i kiścieniach, oraz jako część trałów bijnikowych.

## Mechanika
W maszynach przemysłowych wyróżnia się trzy podstawowe rodzaje łańcuchów: pierścieniowe (ogniwowe), drabinkowe (łańcuch Galla) i płytkowe.

### Łańcuch pierścieniowy
Łańcuch pierścieniowy to najprostszy rodzaj łańcucha, zbudowany z ogniw połączonych ze sobą bezpośrednio. Charakteryzuje się on wysoką wytrzymałością na rozciąganie, wobec czego najczęściej stosuje się go w maszynach wolnobieżnych o dużym obciążeniu oraz dźwigach, a także we wciągnikach łańcuchowych, zawiesiach oraz jako wiązadła do wiązania ciężkich ładunków, do czasowego i zgrubnego łączenia metalowych elementów.Ten rodzaj łańcucha w układach napędowych stosuje się rzadko, ze względu na wysoki poziom hałasu i nierównomierną pracę.

### Łańcuch drabinkowy
Łańcuch drabinkowy jest często stosowany w układach napędowych. Może być wyposażony w spinkę, czyli dodatkowe ogniwo służące do zapinania i rozpinania łańcucha. Takie łańcuchy mogą być łączone pojedynczo (łańcuch jednorzędowy), podwójnie (łańcuch dwurzędowy) lub wielokrotnie (łańcuch wielorzędowy). Łańcuchy drabinkowe we wszystkich odmianach stosuje się przede wszystkim jako cięgna w przekładniach łańcuchowych.

#### Typy łańcuchów drabinkowych
- łańcuch sworzniowy[5]
- łańcuch tulejkowy (bezrolkowy)[5] – spotykany najczęściej w maszynach wolnobieżnych lub napędach pomocniczych[6].
- łańcuch rolkowy[5] – najczęściej stosowany w budowie maszyn łańcuch[5]. Zamontowane rolki zwiększają sprawność przekładni i zmniejszają zużycie łańcucha[6].
- łańcuch zębaty[6] – łańcuch o płytkach w kształcie trapezu[6]. Charakteryzują się cichą pracą i dużą sprawnością; są jednak droższe, wobec czego stosuje się je przede wszystkim w trudnych warunkach i w mechanizmach przenoszących napęd z dużą prędkością[6].

### Łańcuch płytkowy
Łańcuch płytkowy składa się z płytek i sworzni. Jest sztywny, ze względu na ciasne osadzenie płytek względem siebie. Takie łańcuchy używane są przede wszystkim jako cięgna nośne w konstrukcjach wózków jezdniowych. Szczególną odmianą łańcucha płytkowego jest łańcuch tnący (część wykonawcza pilarki łańcuchowej).

## Przykłady łańcuchów

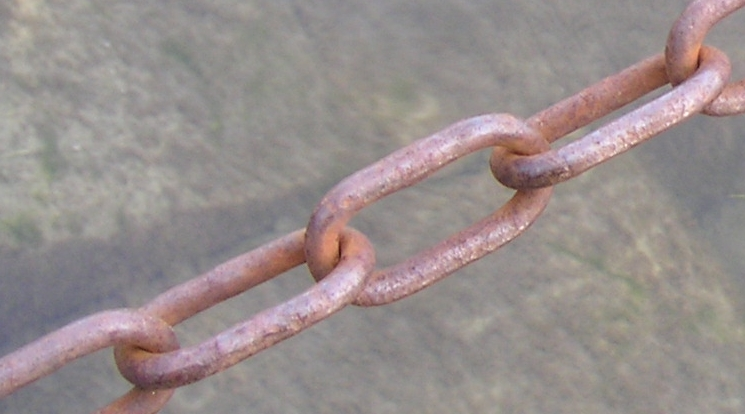
ogniwowy
drabinkowy
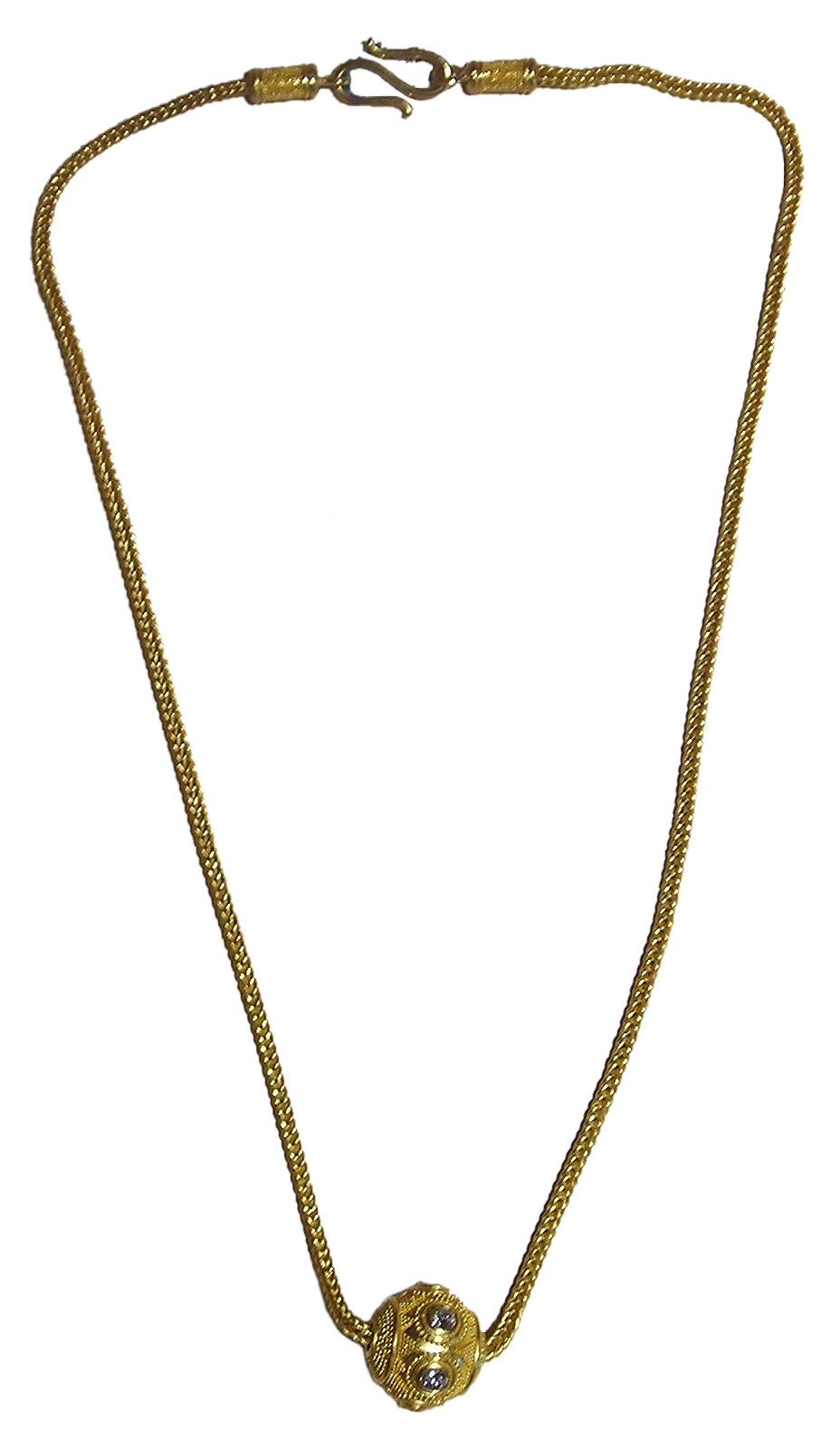
jubilerski
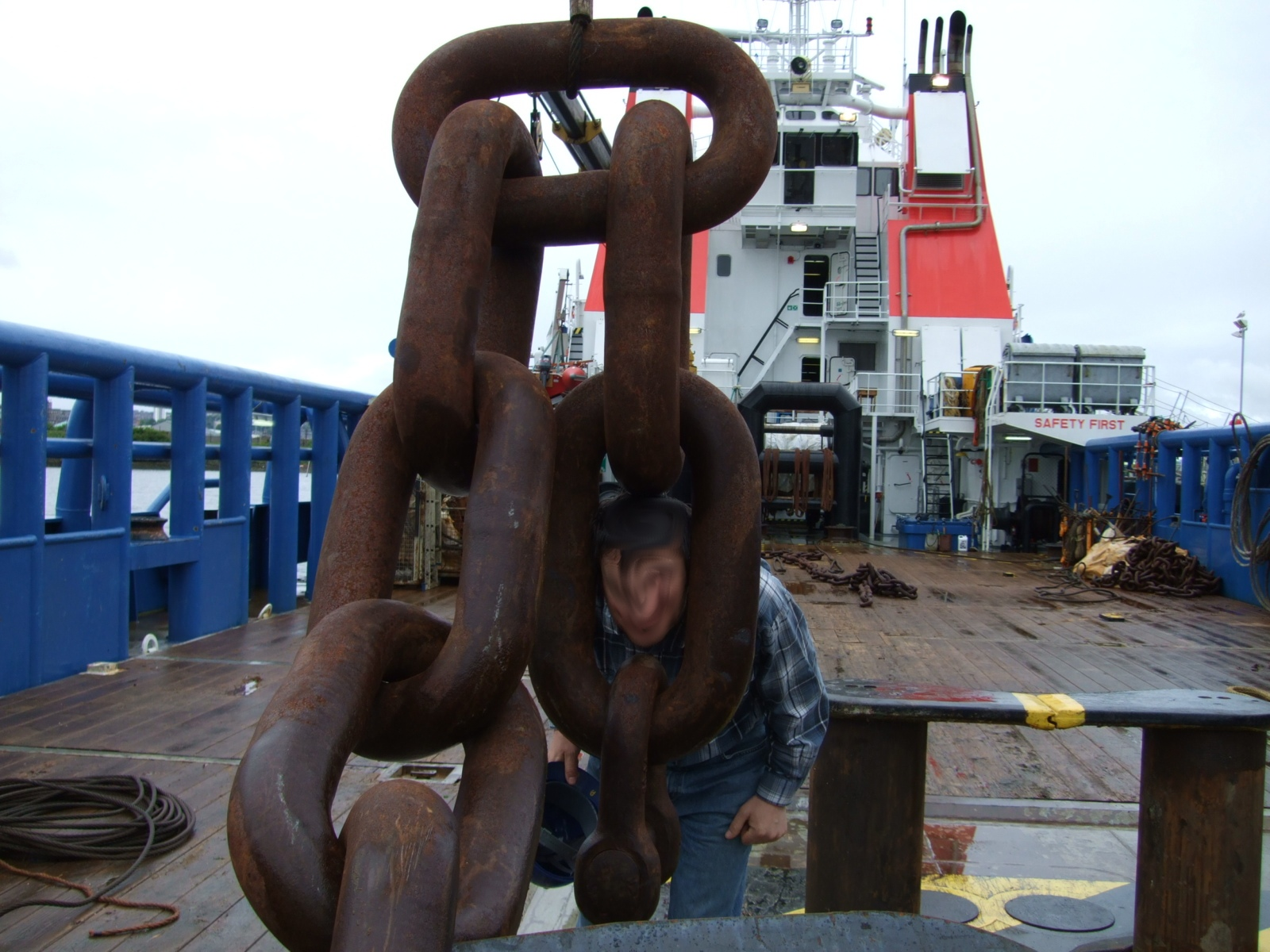
kotwiczny
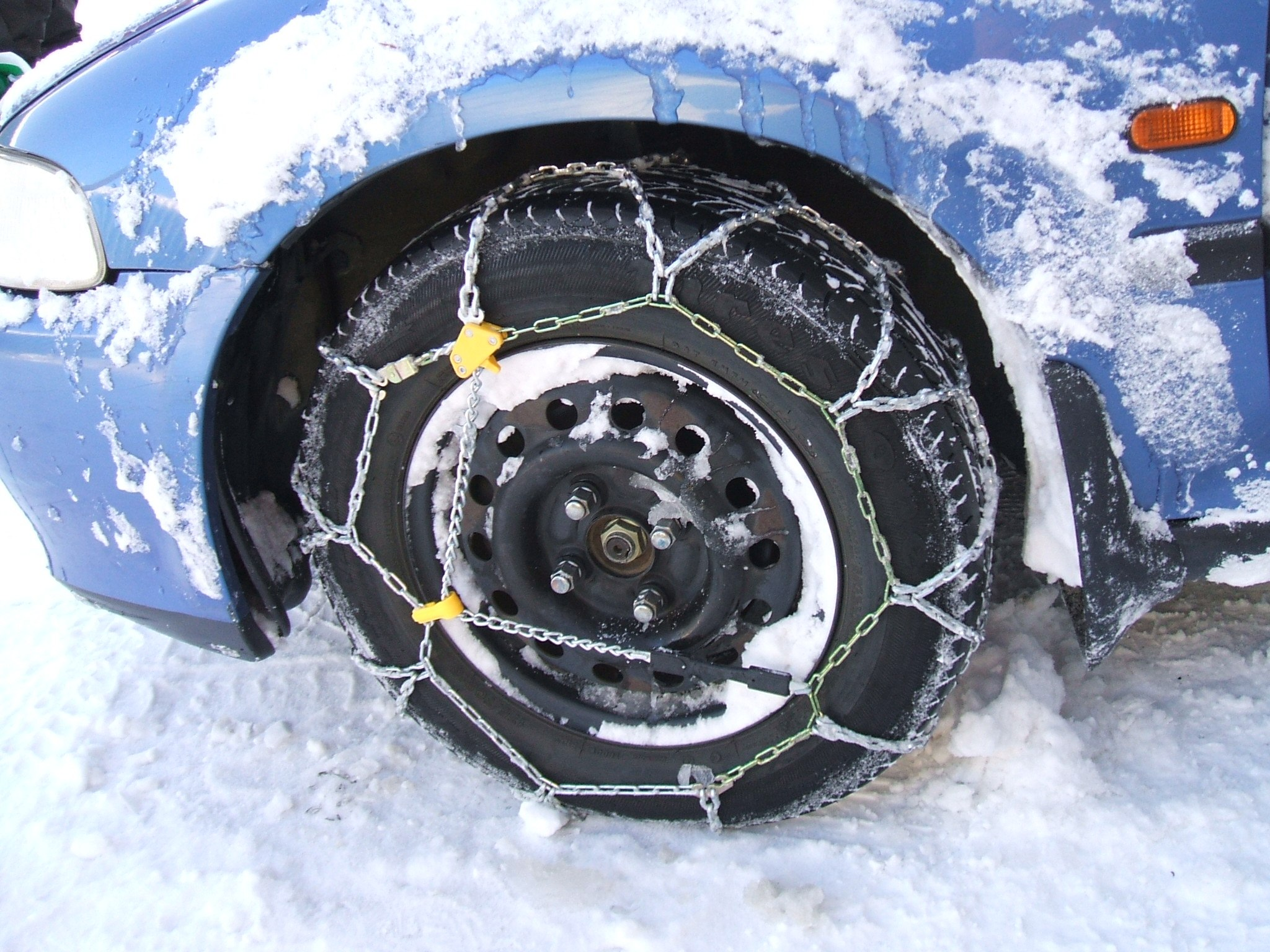
przeciwślizgowy
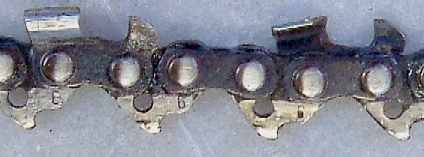
do pilarki